# Littenseradiel
Littenseradiel (neerlandeză Littenseradeel) este o comună în provincia Frizia, Țările de Jos. 

## Localități componente
Baaium, Baard, Bears, Boazum, Britswert, Easterein, Easterlittens, Easterwierrum, Hidaard, Hilaard, Hinnaard, Húns, Iens, Itens, Jellum, Jorwert, Kûbaard, Leons, Lytsewierrum, Mantgum, Reahûs, Rien, Spannum, Waaksens, Weidum, Winsum, Wiuwert, Wjelsryp, Wommels.